# ويستلاند ويزرد
ويستلاند ويزرد (بالإنجليزية: Westland Wizard)‏ هي طائرة مقاتلة أنتجت في المملكة المتحدة. من صناعة ويستلاند للطائرات. كان أول طيران لها في 1926. دخلت الخدمة في 1928، انتهت خدمتها في 1928.